# Жълтошапчеста летяща лисица
Жълтошапчестата летяща лисица (Acerodon jubatus) е вид бозайник от семейство Плодоядни прилепи (Pteropodidae). Видът е застрашен от изчезване.

## Разпространение
Видът е разпространен във Филипини.